# Шварцкопф, Анджела
Анджела Шварцкопф (англ. Angela Schwarzkopf) — современная канадская арфистка и музыкальный педагог, доктор музыки. Лауреат премии «Джуно» за лучший классический альбом в исполнении солиста или камерного ансамбля (Detach, 2020), преподаватель Торонтского университета и Школы Гленна Гульда Королевской музыкальной консерватории, президент Американского общества арфистов.

## Биография
Получила степень бакалавра музыки по классу арфы в Оттавском университете в 2007 году, степень магистра в Торонтском университете в 2009 году, а в 2015 году в этом же вузе защитила диссертацию на степень доктора музыки. Первая арфистка в Канаде, получившая степень доктора музыки по специальности «арфа».
Выступает как солистка, в составе камерных ансамблей и симфонических оркестров (в том числе симфонических оркестров Китченера-Уотерлу и Питерборо, Ниагарского симфонического оркестра, оркестра Национального центра искусств и оркестра London Symphonia, где занимает позицию первой арфы). Вместе с флейтисткой Кайли Майметс основала дуэт «Топаз». Среди исполняемых произведений написанные специально для Шварцкопф работы Кевина Лау (штатного композитора Торонтского симфонического оркестра), Моники Пирс, а также концерт для двух арф The Passion of Angels Марьяна Мозетича (премьерное исполнение с Эрикой Гудман и Гамильтонским филармоническим оркестром). Сольный альбом Шварцкопф Detach, составленный из произведений современных канадских композиторов, в 2020 году был удостоен премии «Джуно» как лучший классический альбом года в исполнении солиста или камерного ансамбля.
В 2012—2018 годах возглавляла торонтский филиал Американского общества арфистов, затем занимала пост вице-президента и члена совета директоров этого общества, а в 2022 году стала его президентом. Преподаёт в Торонтском университете, Школе Гленна Гульда Королевской музыкальной консерватории (Торонто) и в рамках Семинара молодых арфистов в Джорджии (США). Публикуется в международных изданиях Harp Column и American Harp Journal (где, в частности, в 2016 году были напечатаны выдержки из диссертации Шваркопф).